# Pseudopythina macandrewi
Pseudopythina macandrewi is een tweekleppigensoort uit de familie van de Kelliidae. De wetenschappelijke naam van de soort is voor het eerst geldig gepubliceerd in 1867 door Fischer P..